# Монтильо, Вальтер
Вальтер Дамиан Монтильо (исп. Walter Damián Montillo; родился 14 апреля 1984 года, Ланус, провинция Буэнос-Айрес, Аргентина) — аргентинский футболист, выступавший на позиции атакующего полузащитника.

## Карьера

### Клубная
Монтильо — воспитанник клуба «Сан-Лоренсо де Альмагро», за который играл в 2002—2006 годах. В сезоне 2006/07 отдавался в аренду в мексиканский клуб «Монаркас Морелия», за которой провёл 25 матчей. В 2008 году перешёл в чилийский клуб «Универсидад де Чили». В 2009 году помог команде выиграть Апертуру. В 2010 году перешёл в бразильский клуб «Крузейро». 15 августа 2010 года в матче против «Сан-Паулу» дебютировал в чемпионате Бразилии, а 26 августа этого же года в матче против «Коринтианса» забил первый гол за «Крузейро». В составе «Крузейро» стал серебряным призёром чемпионата Бразилии в 2010 году, а также в 2011 году стал чемпионом Лиги Минейро. В 2013 году перешёл в «Сантос». 26 мая 2013 года в матче против «Фламенго» дебютировал за новый клуб, а 30 мая того же года в матче против «Ботафого» забил первый гол за «Сантос».
В январе 2014 года за 7,5 миллионов евро перешёл в китайский клуб «Шаньдун Лунэн». 7 марта 2014 года в матче против клуба «Харбин Итэн» дебютировал в чемпионате Китая, а 30 июля того же года в матче против «Цзянсу Сунин» забил первый гол за «Шаньдун Лунэн». В составе «Шаньдун Лунэн» стал обладателем кубка Китайской футбольной ассоциации в 2014 году, а также в 2015 году обладателем Суперкубка Китайской футбольной ассоциации.
22 декабря 2016 года Монтильо перешёл в «Ботафого». С января по апрель 2017 года аргентинец сыграл в семи матчах чемпионата штата Рио-де-Жанейре и четырёх встречах Кубка Либертадорес. После выздоровления вернулся на поле в июне. Пять раз выходил на замену во вторых таймах матчей чемпионата Бразилии. В шестой игре против «Аваи», состоявшейся 26 июня на «Энженьяне» («Ботафого» уступил 0:2), Монтильо вышел в стартовом составе, но вновь получил травму и был заменён на восьмой минуте. Позже аргентинец объявил о завершении карьеры из-за постоянных травм.
Однако в середине 2018 года Вальтер возобновил карьеру в «Тигре». Проведя в составе этого клуба полтора сезона, в начале 2020 года перешёл в «Универсидад де Чили», где и завершил карьеру по окончании сезона.

### В сборной
28 сентября 2011 года в товарищеском матче против сборной Бразилии дебютировал за национальную команду.

## Достижения
«Универсидад де Чили»
- Чемпион Чили — Ап. 2009

 «Крузейро»
- Чемпион Лиги Минейро — 2011
- Чемпионата Бразилии — 2010

 «Шаньдун Лунэн»
- Обладатель кубка Китайской футбольной ассоциации — 2014
- Обладатель Суперкубка Китайской футбольной ассоциации — 2015